# Villamar (Salas)
Villamar es una parroquia del concejo español de Salas, en la comunidad autónoma de Asturias.

## Geografía
Su superficie es de 3,02 km².

## Historia
Hacia mediados del siglo XIX, la parroquia, ya por entonces perteneciente al municipio de Salas, tenía contabilizada una población de 400 habitantes. Aparece descrita en el decimosexto y último volumen del Diccionario geográfico-estadístico-histórico de España y sus posesiones de Ultramar de Pascual Madoz con las siguientes palabras:

VILLAMAR: (San Feliz de): felig. en la prov. y dióc. de Oviedo (7 leg.), part. jud. de Belmonte (3), ayunt. de Salas (1/4). sit. en parte en un valle, y parte al pie de una colina; el clima es sano, y los vientos mas comunes el S. E. y O. Tiene 52 casas en los barrios de Campa, Cabrero, Casazorrina, Devesa, Farfia, Morgal, Ravinal y la Vega. La igl. parr. (San Feliz) está servida por un cura de ingreso, y patronato real. Tambien hay una ermita que fue ant. igl. parr., donde existian reliquias de mucho mérito. Confina N. y O. Salas; E. Villazon, y S. Godan. El terreno es de buena calidad: le baña el r. Nonaya, al cual se reune otro en Casazorrina, y ambos van al Narcea. Cruza por esta felig. el camino real que dirige á Tineo, Belmonte y Galicia. prod.: escanda, maiz, patatas, legumbres y frutas: se cria ganado vacuno, mular, caballar, de cerda y lanar; y pesca de esquisitas truchas. pobl.: 52 vec., 400 almas. contr. con su ayuntamiento (V.).
(Madoz, 1850, p. 180)

## Geografía humana

### Organización territorial
La entidad colectiva de población de Villamar está compuesta por las siguientes entidades singulares:
- Casazorrina (Zorrina)[1]
- Villamar de Abajo (Villamar de Baxu)[1]
- Villamar de Arriba (Villamar de Riba)[1]

### Demografía
En 2023, la entidad colectiva de población de Villamar tenía empadronados 74 habitantes.

## Patrimonio
Su templo parroquial se dedica a San Félix.
En esta parroquia se han identificado los restos de un castro en la zona denominada El espeñidal, en El Monte, y se ha sugerido que pudieran haber existido otros dos; uno donde hoy en día se levanta la Capilla de Santana y otro en la zona conocida como Las Cogollas.